# Daniel Mabika
Pour les articles homonymes, voir Mabika.
Daniel Makiba, originaire du Niari en république du Congo, est un général de brigade, ancien Chef d'État Major Général des Forces armées congolaises (FAC) de 1994-1997, sous la présidence de Pascal Lissouba,,. Il fut aussi Chef du Bureau des Opérations militaires des FAC sous le régime monopartiste de Denis Sassou-Nguesso[réf. souhaitée].
Son rôle fut trouble lors de la guerre civile de 1997. En pleine crise, il fut remplacé, dans la tourmente et la confusion, par le colonel Gaspard Loundou[réf. souhaitée].